# Finske jägertropper
De finske Jägertropper var frivillige fra Finland, som fik en militær uddannelse i Tyskland, som Jägere – dvs. let eliteinfanteri – under 1. verdenskrig. Med støtte fra Tyskland skulle de muliggøre en selvstændig finsk stat – hvilket var en af de mange måder hvorpå Tyskland prøvede at svække Rusland og forårsage at Rusland mistede sine vestlige provinser lydlande.

## Historie
Rekrutteringen af frivillige fra Storfyrstendømmet Finland foregik i hemmelighed, og foregik fortrinsvis i tysk-påvirkede kredse, såsom blandt universitetsstuderende og i den øvre middelklasse. Rekrutteringen var imidlertid på ingen måde eksklusiv.
Rekrutterne blev ført over Finlands vestlige grænse via Sverige til Tyskland, hvor de frivillige blev optaget i kongeriget Preussens 27. jægerbataljon. Bataljonen kæmpede med den tyske hær fra 1916 på den nordlige del af Østfronten.
Efter udbruddet af den finske borgerkrig blev Jägerne indsat på den hvide – ikke-socialistiske – side i krigen og dannede kernen i den nye finske hær. I Finland blev disse 2.000 frivillige simpelthen kaldt Jägerne (finsk.: "Jääkärit").
Deres bidrag til de hvides sejr var afgørende, ikke mindst ved at de styrkede moralen. Da de var uddannet som elitetropper, kunne de også fungere som officerer for de utrænede tropper i borgerkrigen.
Straks efter borgerkrigen fik de ret til at bruge ordet Jäger i deres militære grader. Mange af Jägerne fortsatte deres militære karrierer. I 1920'erne var der en lang fejde mellem officerer med Jäger baggrund og officerer som havde gjort tjeneste i den kejserlige russiske hær. Den endte til gunst for Jägerne: De fleste chefer for armékorps, divisioner og regimenter i Vinterkrigen var Jägere. Jägermarchen, som var komponeret af Jean Sibelius til en tekst af Jägeren Heikki Nurmio, var æresmarch i mange af hærens enheder.

## Konflikt med Mannerheim
Jägerkonflikten havde sit udspring i de tysk-påvirkede Jägere og politikere, som anså Tyskland for deres allierede i kampen mod den gruppe, som var orienteret i retning af samarbejde med Sverige, og som var centreret omkring den tidligere russiske general og finske øverstkommanderende baron Gustaf Mannerheim. Baron Mannerheim og de svenske officerer i den finske hær forlod Finland som en direkte følge af denne konflikt. Det finske senat valgte en Frederik Karl af Hessen til konge af Finland, og ville have gjort Finland til et monarki. Da 1. verdenskrig sluttede og kejseren flygtede blev det finske monarki erstattet af en finsk republik og baron Mannerheim vendte tilbage.

## I dag
I vore dage har infanteri i den finske hær enten betegnelsen infanteri eller Jägertropper, dvs. mekaniseret infanteri eller motoriseret infanteri, som bruger pansrede mandskabsvogne eller køretøjer såsom Sisu Nasu. Mekaniseret infanteri, som bruger infanterikampkøretøjer kaldet panssarijääkäri eller panserjægere. Der findes adskillige andre varianter, herunder Finlands flådes kystjægere, gardejægere i specialstyrkerne (Para) Jäger, og special Jäger samt grænsekorpsets grænsejägere.
Jääkäri "Jäger" er også den laveste rang i infanteriet i den finske hær og Nylandsbrigaden (marinesoldaterne) i Finlands flåde. Ligeledes kan en chauffør, en sygehjælper, militærpoliti eller mortermand havde rangen Jäger.